# Cristiano Monguzzi
Cristiano Monguzzi, né le 31 août 1985 à Milan, est un coureur cycliste italien.

## Palmarès
- 2005
  - Gran Premio Industria del Cuoio e delle Pelli
- 2006
  - Trophée MP Filtri
- 2007
  - 4e étape du Tour de la Bidassoa
  - 3e du Tour de la Bidassoa
- 2008
  - Trofeo Pizzeria Rosalpina
  - 3e du Piccola Sanremo
- 2009
  - Trofeo Angelo Ripamonti
  - 2e de la Coppa d'Inverno
  - 3e de la Coppa Città di San Daniele
- 2010
  - Giro della Valsesia
  - 2e de la Freccia dei Vini
  - 3e de Milan-Tortone
- 2011
  - Freccia dei Vini
  - Tour de Lombardie amateurs
  - 2e de la Coppa d'Inverno
  - 2e de la Coppa Colli Briantei Internazionale
- 2013
  - 10e étape du Tour du Táchira

## Classements mondiaux
| Année            | 2006 | 2007 | 2008  | 2009 | 2010 | 2011 | 2012 | 2013  |
| ---------------- | ---- | ---- | ----- | ---- | ---- | ---- | ---- | ----- |
| UCI Asia Tour    |      |      |       |      |      |      |      | 144e  |
| UCI America Tour |      |      |       |      |      |      |      | 177e  |
| UCI Europe Tour  | 594e | 958e | 1077e |      |      | 374e | 997e | 1195e |